# あかぎ (列車)
あかぎは、東日本旅客鉄道（JR東日本）が上野駅・新宿駅 - 鴻巣駅・本庄駅・高崎駅間を山手線・東北本線（宇都宮線）・高崎線経由で運行している特別急行列車。
本項では、過去に両毛線で運転されていた優等列車の沿革についても記述する。

## 概要
群馬県の中央部に位置する赤城山（あかぎやま）が列車名の由来。草津温泉・水上温泉郷への観光客を輸送する特急「草津・四万」「水上」と同じく、上野駅から東北本線・高崎線を経由する列車。
「あかぎ」は1950年に、上野駅 - 桐生駅・小山駅間を東北本線・高崎線・両毛線経由で運行する快速列車として運転を開始。1960年には上野駅 - 前橋駅間を毎日運転する臨時列車として準急列車になり、1961年に定期列車化された。1966年に「あかぎ」は急行列車に格上げされ、「はるな」と統合し「あかぎ」は2往復運転された。1982年11月15日に上越新幹線開業に伴うダイヤ改正で特急（新特急）へ格上げされた。

## 運行概況
2025年3月15日ダイヤ改正現在、定期列車は上り4本、下り5本が設定されており、全列車が土休日運休となっている。いずれも下り列車は夕方以降、上り列車は朝の時間帯に運行される。また金曜に限り、下り最終の9号よりも遅い時間に臨時列車扱いで1本設定されている（81号、上野発本庄行き）。
座席未指定券制度を導入している列車のひとつで、列車・座席を指定せずに空席に着席することが可能となっている。
2025年3月のダイヤ改正より、特急「あかぎ」の土休日運転を取りやめて完全に通勤利用に特化した列車となるとともに、4号は高崎始発から鴻巣始発・5号は高崎行きから本庄行きへそれぞれ短縮となり、土休日のみの10号は廃止、上野発高崎行きは1本（9号）のみ、高崎発は新宿行き1本（6号）のみとなった。

### 停車駅
上野駅 - 赤羽駅 - 浦和駅 - 大宮駅 - 上尾駅 - 桶川駅 - 北本駅 - 鴻巣駅 - 熊谷駅 - 深谷駅 - 本庄駅 - 新町駅 - 高崎駅
新宿行きの新宿駅 - 大宮駅間の停車駅
新宿駅 ← 池袋駅 ← 大宮駅
- 1・4号は上野駅 - 鴻巣駅間、2・3・5・7・8号は上野駅 - 本庄駅間のみ運転。
- 6号のみ新宿行きとして運転。

### 使用車両・編成

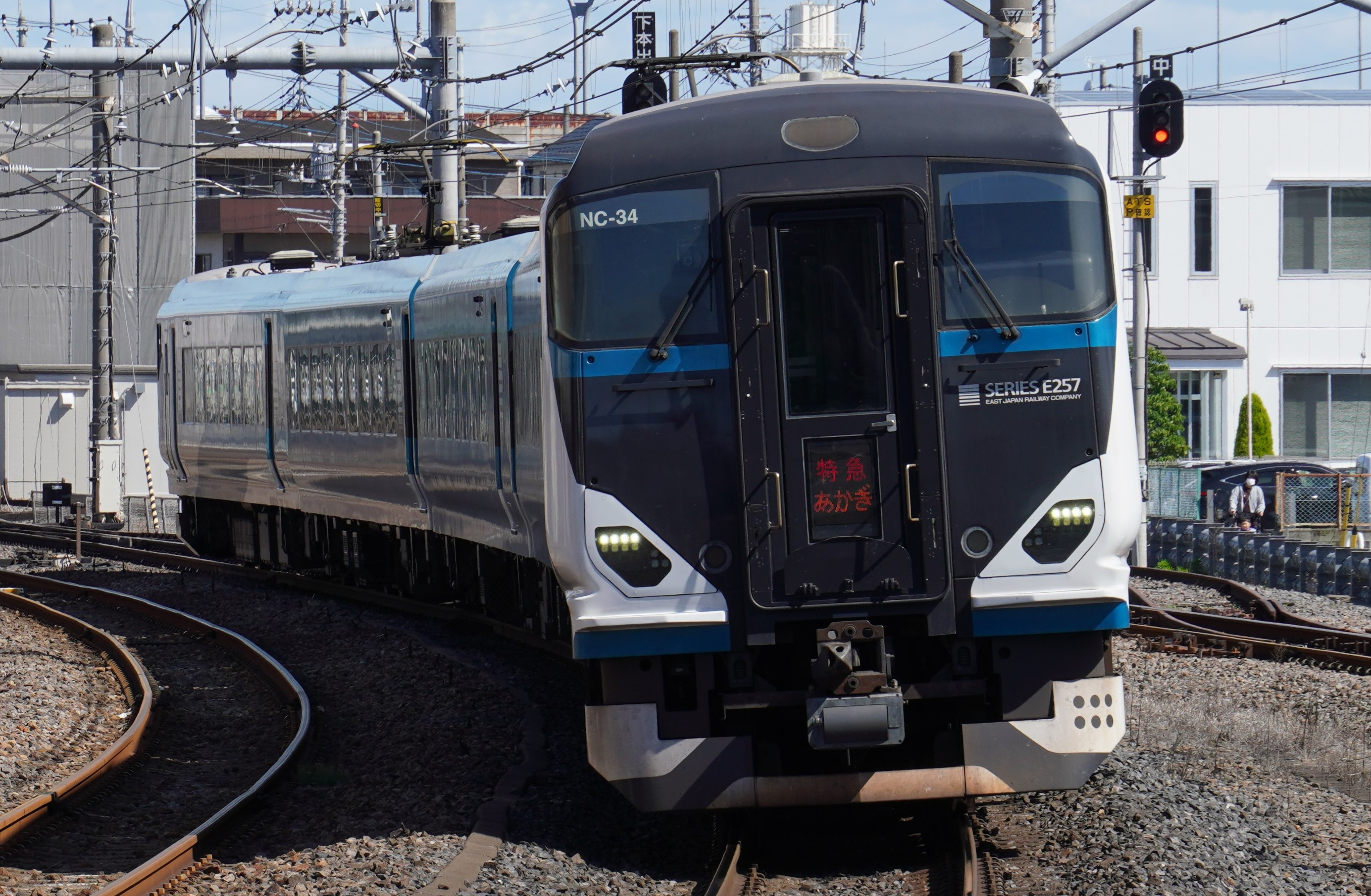
2500番台で運行される「あかぎ」
（2023年5月 宮原駅）

2023年3月のダイヤ改正より、E257系2500番台とE257系5500番台（共に5両編成・全車普通車指定席）が用いられている。
特急化当初より長らく185系7両編成ないしは2編成連結の14両編成で運用されていたが、2014年3月15日のダイヤ改正で上野駅発着列車が651系に置き換えられ、2016年3月26日のダイヤ改正で全ての列車が651系による運行となった。651系に置き換えられた直後は、185系14両編成の代わりとして基本編成7両に付属編成4 両連結の11両編成が一部便に設定されていたが、暫くして付属編成の使用は廃止され、7両編成単独に統一された。その後、上記の通り2023年3月改正で全列車がE257系5両編成での運行に変わった。185系・651系時代はグリーン車があったほか、「スワローあかぎ」を除いて普通車自由席も設定されていたが、E257系への置き換えにより消滅している。
なお、185系時代はヘッドマークが複数回変更されている。初登場時1982年11月の特急時代は「赤城山とシャクナゲ」、1985年3月からの新特急時代は「赤城山と大沼」、1995年にリニューアル編成が登場すると「黒をバックに上毛三山をイメージした斜め3本線」に、1997年10月からは黒バックはそのままに上毛三山を山の形に近いデザインへと変更された。また、上野発着列車と新宿発着列車でデザインが異なっていたほか、2013年までは両者で号車番号が逆になっており、グリーン車の連結位置も異なっていた。

### 「スワローあかぎ」の設定とスワローサービス
後述の通り、2014年3月15日のダイヤ改正で平日に「スワローあかぎ」が新設され、2017年3月4日改正からは平日の全列車が同名称での運行となっていた。
「スワローあかぎ」の登場に合わせてスワローサービスと呼ばれる新しい乗車制度も導入された。全車指定席ながら列車・座席を指定せずに乗車できる「スワローあかぎ料金券」（企画券扱い）が導入されたほか、特急料金も他列車より安価に設定された。2015年3月14日改正ではスワローあかぎ料金券が特急券（座席未指定券）として制度化され、後に「成田エクスプレス」など首都圏発着の他の特急列車にも採用されている。
列車名・サービス名の「スワロー」は、全車指定となった座席に「座ろう」という意味合いと、1950年の特急「つばめ」誕生から国鉄のシンボルとしてあり続けてきたツバメの英語表記「Swallow」をかけたところからきている。また、列車を設定したJR東日本では「『座ろう』という意味のほか、ツバメの持つ『スマート感』や『スピード感』、また『縁起の良さ』などをイメージして名付け」たとしている。
その後「スワローあかぎ」は2023年3月18日のダイヤ改正で「あかぎ」に統合され、スワローサービスの名称も使われなくなったが、座席未指定券制度は引き継がれている。

## 両毛線優等列車沿革
基本的に東京方面から高崎駅経由及び東北本線（宇都宮線）小山駅経由で両毛線へ直通する列車について記述する。ただし、1980年代以降は運行区間の重複や扱いにおいて同等であることから、高崎線内のみの運行となった優等列車についても記述する。
- 1950年（昭和25年）：上野駅 - 桐生駅・小山駅間を高崎線・両毛線経由で運転する快速「はるな」・「あかぎ」が、上野駅 - 桐生駅・高崎駅間を宇都宮線・両毛線経由で運転する「おおとね」・「わたらせ」が運転開始。
- 1960年（昭和35年）：「あかぎ」が上野駅 - 前橋駅間で80系を使用した準急列車（毎日運転の臨時列車）になる。「はるな」・「おおとね」が廃止され、「わたらせ」は無名の快速列車になる。
- 1961年（昭和36年）：準急「あかぎ」が定期列車化。
- 1962年（昭和37年）：上野駅 - 小山駅 - 高崎駅間で準急「わたらせ」が運転開始。
- 1965年（昭和40年）：上野駅 - 前橋駅・渋川駅間で準急「はるな」が運転開始。
- 1966年（昭和41年）：「あかぎ」「はるな」「わたらせ」が急行列車になる。「はるな」の上野駅 - 前橋駅間が「あかぎ」に統合され、「あかぎ」は2往復になる。
- 1967年（昭和42年）：「あかぎ」が下り4本・上り2本になる。
- 1968年（昭和43年）：上野駅 - 渋川駅間の急行「はるな」が「ゆけむり」に統合されて廃止。「わたらせ」は電車化。
- 1968年（昭和43年）：「あかぎ」に165系を投入。桐生駅・小山駅まで普通列車として延長される列車を運転。
  - 1970年代には、「あかぎ」の一部で115系電車（近郊形電車）を使用するものも設定された。
  - また、1970年代には、両毛線内を快速として運転する桐生発上野行き「わたらせ」の1本につき、両毛線内は快速であるにもかかわらず定期券では乗車できない措置がとられ、市販の時刻表にも「この列車は定期乗車券では乗車できません」と記載された。この列車の運転時間が朝通勤時間帯と重なることから、通勤客で混雑するのを防ぐための措置であったが、定期乗車券で乗車できない普通列車は全国的にも珍しい存在であった。
- 1982年（昭和57年）11月15日：上越新幹線開業に伴うダイヤ改正により、小山駅乗り入れ列車を急行「はるな」とし、185系による特急「あかぎ」と分離。特急「あかぎ」1号の桐生行は前橋駅 - 桐生駅間は普通列車として運行される。なお、急行「はるな」は桐生発の上り列車も運行される。また、いずれも前橋駅 - 桐生駅・小山駅間は普通列車として運行される。

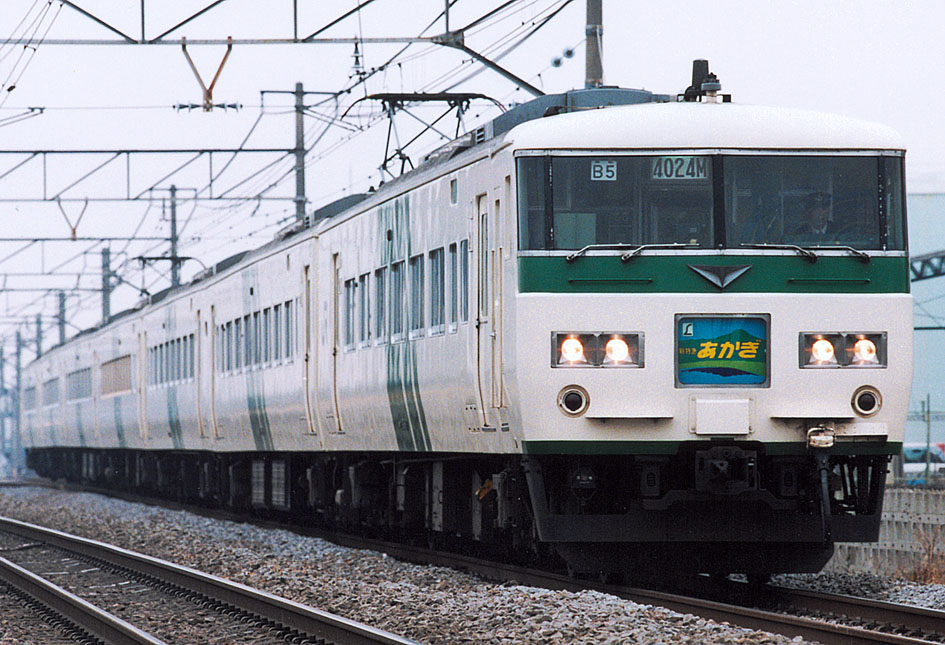
185系「新特急あかぎ」

- 1985年（昭和60年）3月14日：上越新幹線上野駅乗り入れに伴うダイヤ改正により、急行「はるな」が廃止。「あかぎ」はエル特急「新特急あかぎ」になる。「わたらせ」は廃止され、小山経由の両毛線直通列車は消滅。桐生駅始発の「新特急あかぎ」2号が桐生駅 - 前橋駅間は普通列車として運行開始。単独運転の「新特急あかぎ」3・4号は普通車両は全車自由席。
  - 浦和駅・上尾駅・桶川駅・新町駅が新規に停車。
- 1986年（昭和61年）11月1日：「新特急谷川」10号プラス「新特急草津」8号の折り返しとして、「新特急あかぎ」5号が増発される。新前橋駅で分割される。普通車両は全車自由席。
  - 浦和駅に全便停車。
  - 鴻巣駅に新規停車。
- 1989年（平成元年）3月11日：「新特急あかぎ」の桐生発の上り列車が廃止。高崎駅 - 桐生駅間の普通列車は185系で運行。全列車上野駅 - 前橋駅間の運転になる。
- 1990年（平成2年）：新宿駅 - 桐生駅間（小山駅経由）に「ホリデー快速足利号」運転開始。
- 1993年（平成5年）3月18日：新宿発高崎行きの特急「新特急ホームタウン高崎」が運転開始。
  - 平日下り列車のみ運転され、ホームライナーと同等の運行形態の列車であった。休日についても、新宿駅 - 高崎駅間で運転する「新特急あかぎ」21号・22号が設定された。

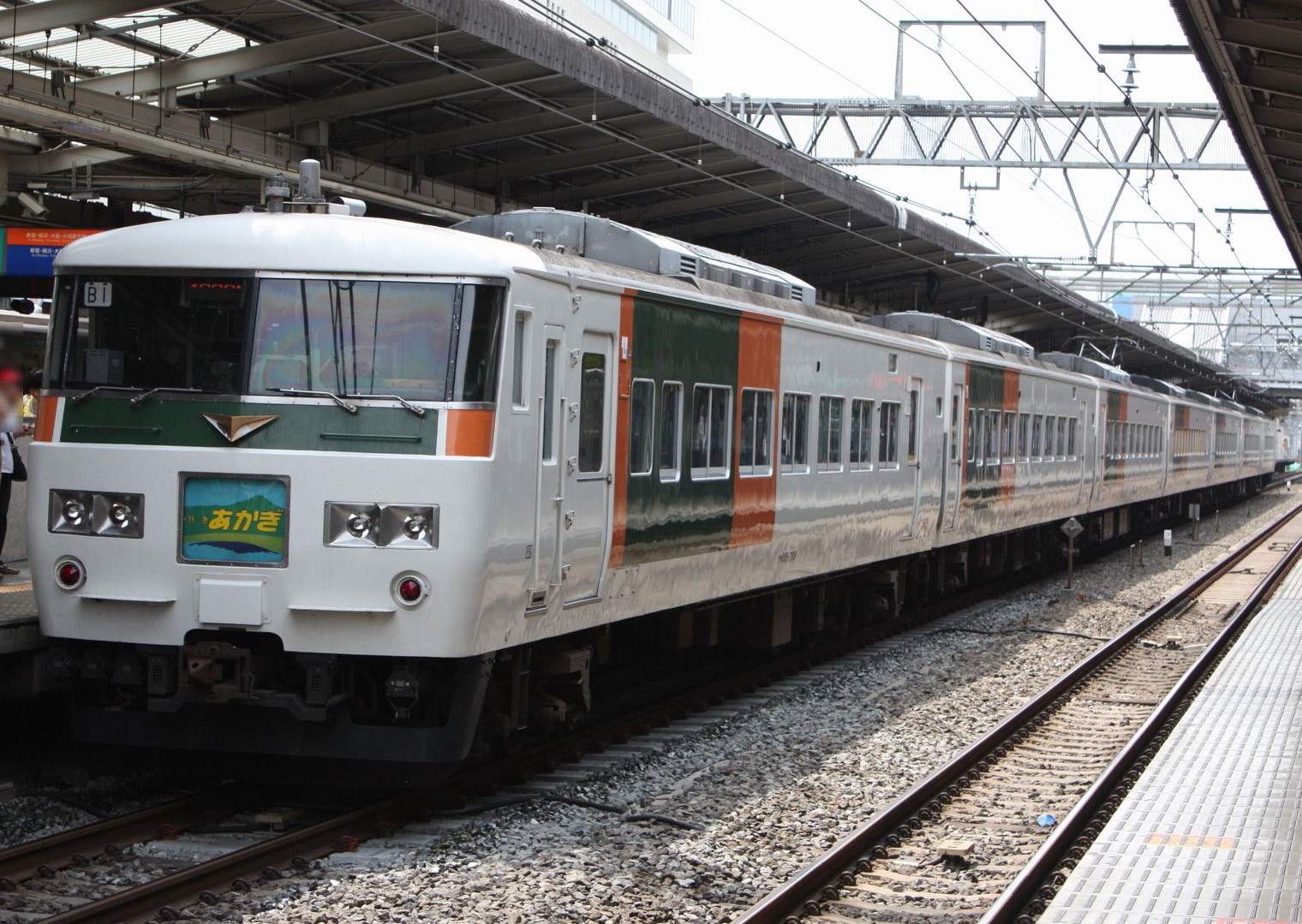
185系「ウィークエンドあかぎ」

- 1994年（平成6年）12月3日：「新特急あかぎ」21・22号が「新特急ウィークエンドあかぎ」になる。
- 1995年（平成7年）12月1日：「新特急あかぎ」の下り1本が平日のみの運行とする。さらに、185系新前橋車のリニューアルに伴い、ヘッドマークのデザインが変更される（185系田町車は旧デザインのまま）。
- 1997年（平成9年）10月1日：朝の上り列車1本を新宿駅に乗り入れ開始し、平日は「新特急さわやかあかぎ」、休日は「新特急ウィークエンドあかぎ」になる。「新特急谷川」が「新特急水上」に改称されたことにより、新前橋車のヘッドマークデザインが再び変更される（田町車はそのまま）。
- 1998年（平成10年）12月8日：新特急愛称の再編に伴い、「新特急水上」の上り列車1本（渋川始発便）を「新特急あかぎ」に変更。185系「あかぎ」

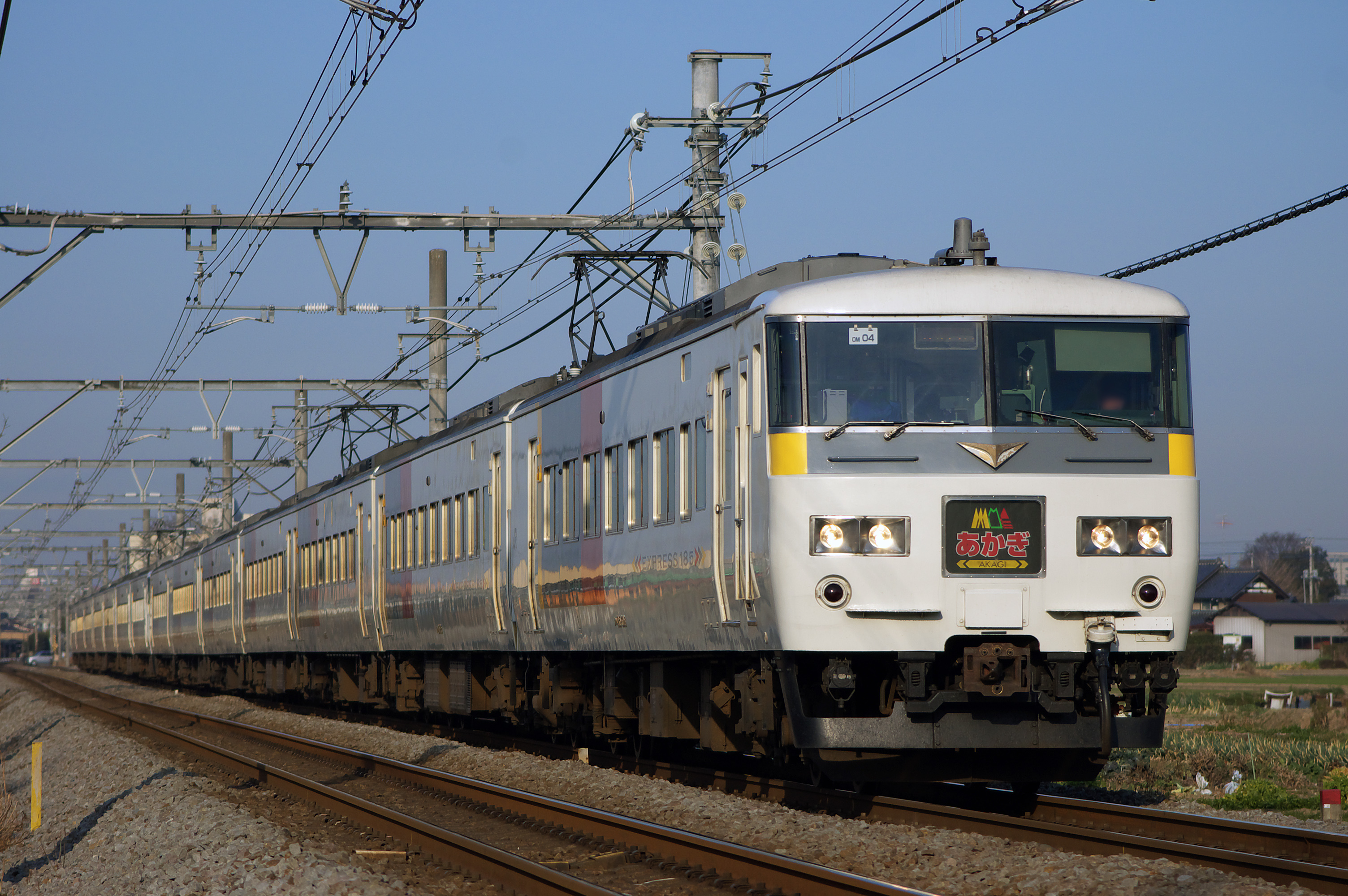
185系「あかぎ」

- 2002年（平成14年）12月1日：エル特急および新特急の名称が廃止され[11]、特急「あかぎ」「ウィークエンドあかぎ」となる。同時に「新特急ホームタウン高崎」「新特急さわやかあかぎ」が「あかぎ」に統一される。田町車のヘッドマークデザインは変わらないが、L表示がなくなり、新特急から特急表示になる。
- 2007年（平成19年）3月18日：全車両禁煙になる。
- 2010年（平成22年）12月4日：一部で編成変更を実施するとともに、土休日の上下3本の運転を取りやめ。この編成変更で10号は全区間14両編成での運転から籠原駅での7両増結に変更されたため、同駅が停車駅に追加される。「ウィークエンドあかぎ」が廃止され、「あかぎ」に統一される。
- 2012年（平成24年）3月17日：渋川駅発の「あかぎ4号」が廃止。一部編成変更。10号が全区間7両へ減車されたことに伴い、ふたたび籠原駅が全列車通過となる。
- 2013年（平成25年）11月18日：普通車指定席を7・10両編成は3号車に、14両編成は3・10号車に導入。指定席特急料金は通年同額となり、えきねっとチケットレスサービスが利用可能となる[12]。

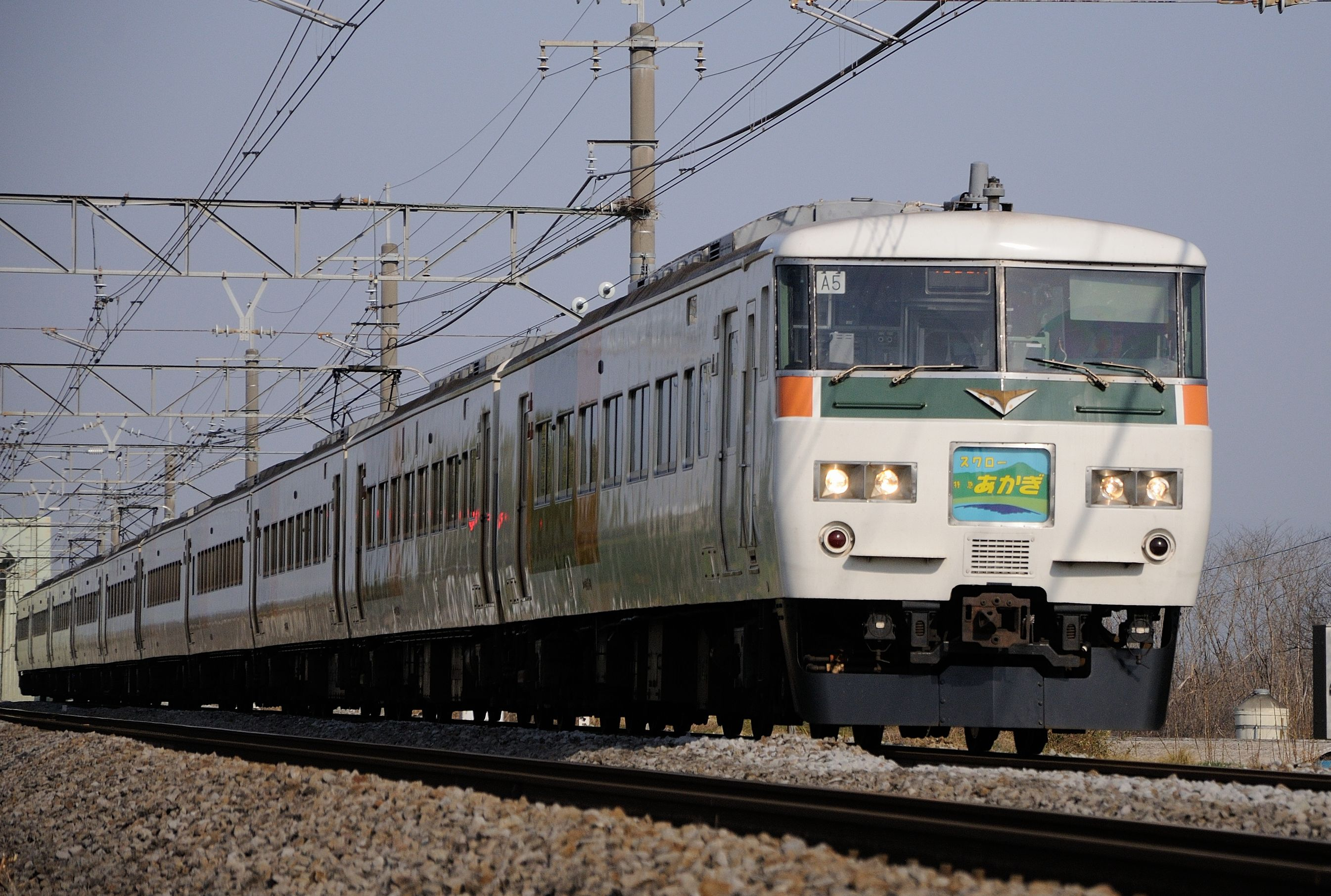
185系「スワローあかぎ」

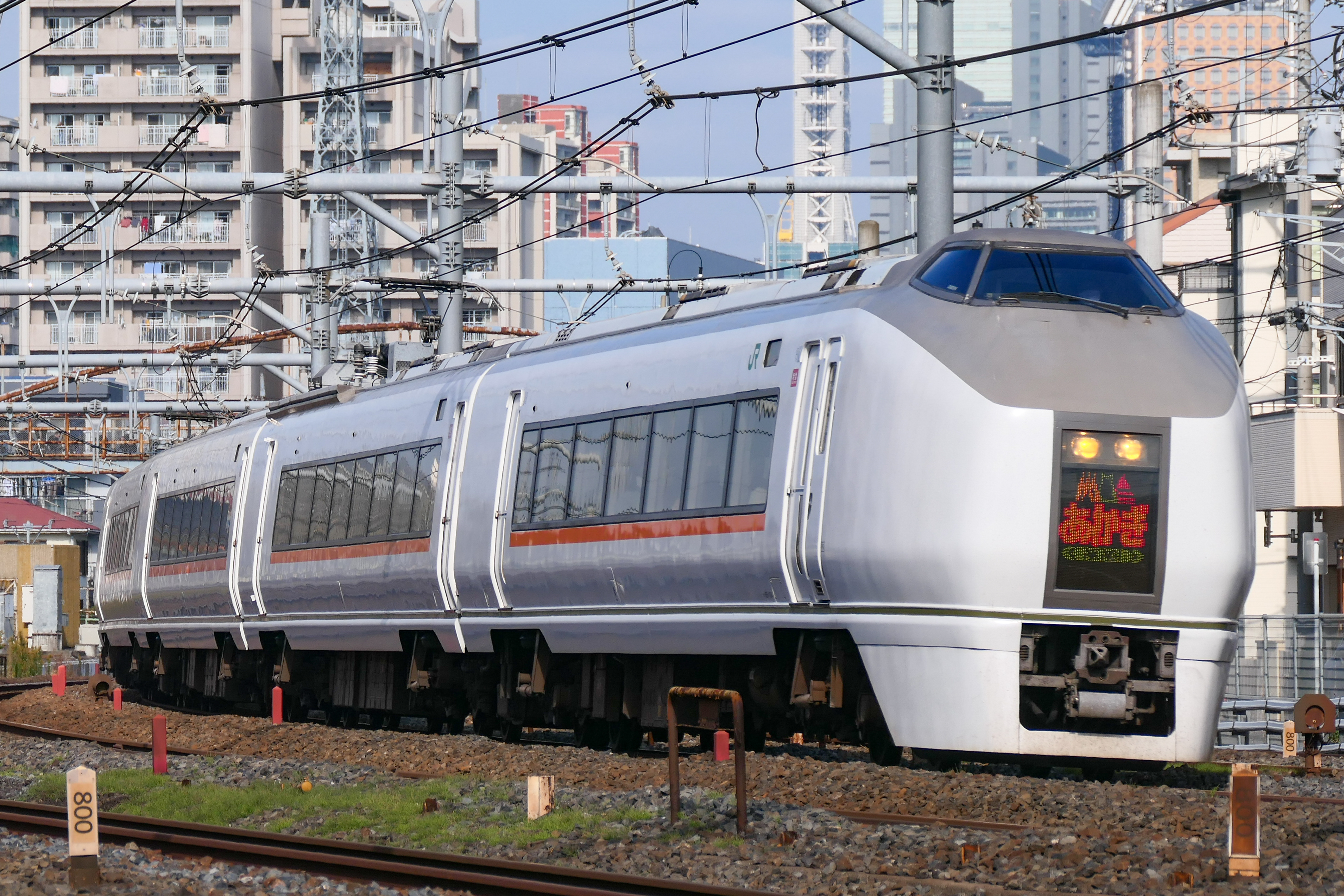
651系「あかぎ」

- 2014年（平成26年）3月15日：上野発着の「あかぎ」に651系を投入。平日通勤時間帯は「あかぎ」に代わり、また夜間の「ホームライナー鴻巣」も統合する形で、全車指定席の「スワローあかぎ」を運転開始し、着席サービスを強化。平日運転の上り12号を廃止[13][10]。
- 2015年（平成27年）3月14日：ダイヤ改正により以下の通り変更[14]。
  - 普通車指定席特急料金の値下げ。
  - スワローあかぎ料金券を廃止。乗車日・区間のみを指定し、列車・座席を指定しない特急券（座席未指定券）を発売開始。
- 2016年（平成28年）3月26日：ダイヤ改正により、以下の通り変更[7]。
  - 「スワローあかぎ8号」・「あかぎ8号」の車両を651系に変更し、高崎線の特急列車の車両がすべて651系に統一される。
  - 新宿駅発の「スワローあかぎ13号」・「あかぎ13号」が廃止。これにより、新宿経由は上り「スワローあかぎ2号」「あかぎ8号」のみとなる。
- 2017年（平成29年）3月4日：ダイヤ改正により、以下の通り変更[15]。
  - 平日夕方上りの「あかぎ10号」を廃止。これにより、平日運転の列車はすべて「スワローあかぎ」となる。
  - 朝の通勤時間帯に熊谷駅始発の「スワローあかぎ2号」（新）を新設し、以降の列車は号数を繰り下げ。
  - 「スワローあかぎ4号」を高崎駅始発に変更。
- 2018年（平成30年）3月17日：ダイヤ改正により、「スワローあかぎ」の全列車が北本駅・鴻巣駅に停車するようになり、停車駅を統一（「あかぎ」とは差別化）[16]。
- 2021年（令和3年）
  - 3月13日：ダイヤ改正により、以下の通り変更[17]。
    - 「あかぎ」も全列車が北本駅・鴻巣駅に停車するようになり、「スワローあかぎ」と停車駅を統一。
    - 「スワローあかぎ」下り1本、「あかぎ」上り1本を廃止。
    - 前橋駅発着列車を全て区間短縮し、上越線・両毛線への乗り入れを終了。

  - 10月1日：乗車促進策として、定期乗車券とグリーン券の併用でグリーン車への乗車が可能となる。
- 2022年（令和4年）3月12日：ダイヤ改正により、3月14日からの「スワローあかぎ」を以下の通り変更[18]。
  - 2号の始発駅を熊谷駅から本庄駅に変更。
  - 朝に4号を新設（この列車と時間帯が重なる普通電車1本は廃止）し、8号を廃止。それに伴い、それまでの4号・6号を6号・8号へ改番。上り列車を通勤時間帯の着席サービス提供列車として特化させる。
  - 11・13号の定期運行を廃止し、特定日運転の臨時列車へ変更。
- 2023年（令和5年）3月18日：ダイヤ改正により、以下の通り変更[5]。
  - 「あかぎ」にも「スワローあかぎ」と同様の全車指定席による座席制度を導入。これに合わせて平日運転の列車についても「あかぎ」とし、「スワローあかぎ」の名称を廃止。
  - 平日の1号を鴻巣駅終着に、8号を本庄駅始発にそれぞれ短縮。
    - 土休日の8号はこれまで通り高崎駅始発としている。

  - 使用車両をE257系2500番台・5500番台（5両編成）に変更し、グリーン車の営業を終了。
- 2025年（令和5年）3月15日：ダイヤ改正により、以下の通り変更[19]。
  - 4号を鴻巣始発に、5号を本庄終着にそれぞれ短縮。
  - 土休日の運転を取りやめ。